# Flagge Genuas

Die Flagge Genuas

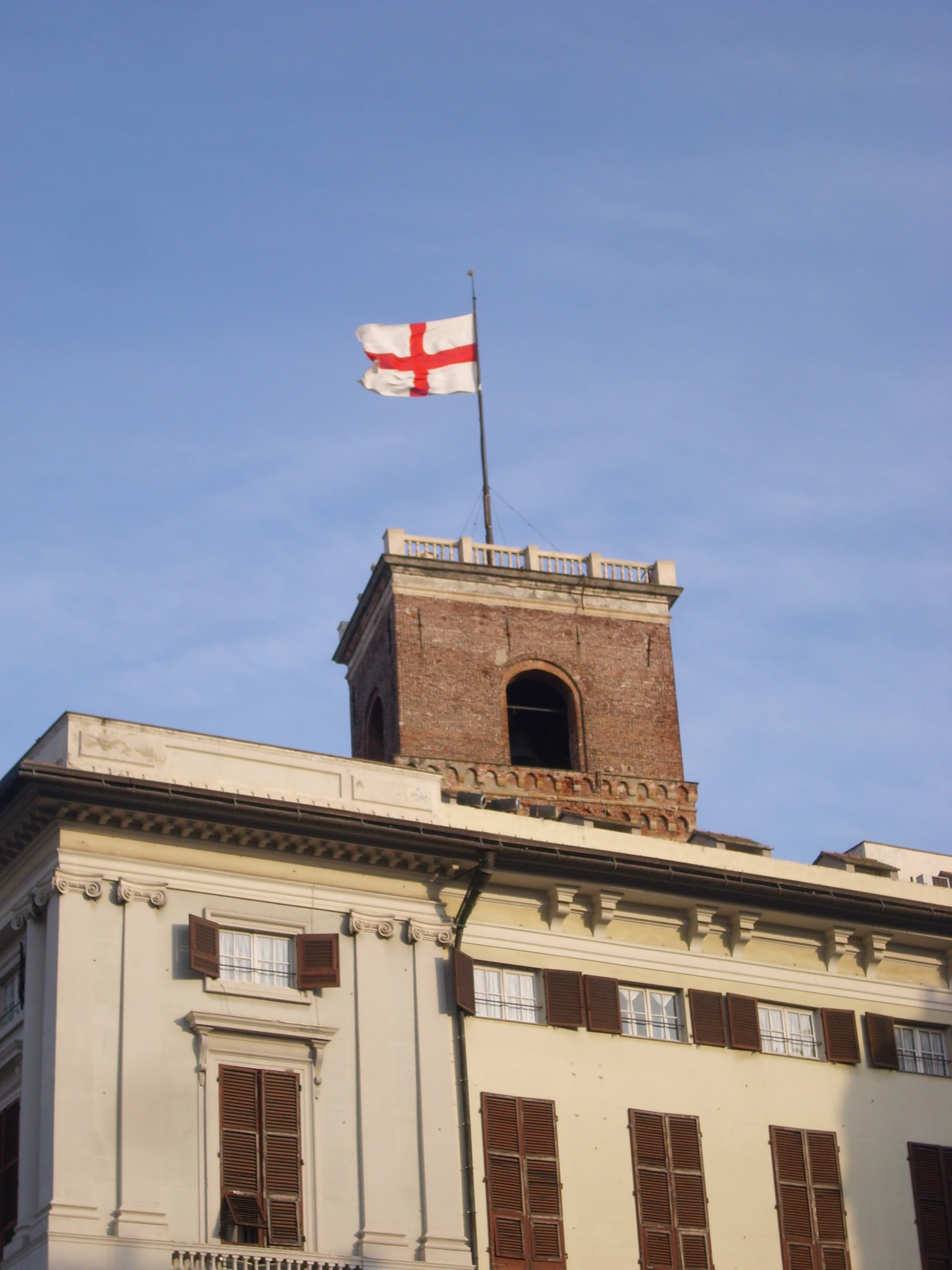
Die Flagge Genuas auf dem Palazzo Ducale in Genua

Die Flagge Genuas (italienisch Bandiera di Genova) zeigt ein rotes Kreuz auf weißem Hintergrund und ist auch unter dem Namen Sankt-Georgs-Kreuz bekannt.

## Geschichte
Im Mittelalter war das rote Kreuz auf weißem Grund auch das Symbol der Kreuzfahrer, die auszogen, um das heilige Land zu befreien. So wird teilweise vermutet, der Erste Kreuzzug sei der Ursprung der Flagge Genuas. Eine andere Quelle weist auf die Zeit zurück, als die byzantinische Armee in Genua eine Garnison unterhielt. Die Fahne der Garnison (ein rotes Kreuz auf weißem Grund) wurde der Kapelle des heiligen Georg von Genua geschenkt.
Die älteste erhaltene Nachweis des Gebrauchs der Kreuzflagge Genuas (insignia cruxata comunis Janue) an Land stammt vom 28. September 1218. Damals wehte die Kreuzflagge über der Stadt Ventimiglia, die sich den Genuesern ergeben hatte. Ab 1238 wurde die Kreuzflagge nachgewiesenermaßen auch auf See verwendet. Zunächst als Kriegsflagge, ab 1242 generell als Seeflagge der Stadt. Die Flagge blieb bis zum Verlust der Unabhängigkeit 1805 im Gebrauch und diente danach weiter als kommunales Symbol.

## Die Flagge Genuas als Vorbild
Ab dem Jahr 1190 verwendeten englische Schiffe die Flagge Genuas im Mittelmeerraum, womit sie unter den Schutz der genuesischen Flotte gestellt wurden. Der englische König zahlte dafür an Genua einen jährlichen Tribut. Später wurde die Flagge zur Flagge Englands und ist bis heute sein Symbol. Sie findet sich auch in der Flagge Londons, der Flagge der Royal Navy und als zentraler Bestandteil im Union Jack.

England
City of London
Royal Navy
Union Jack

1248 übernahm auch das mit Genua verbündete Mailand das rote Kreuz auf weißem Grund als Flagge und Wappen.

## Weitere Flaggen Genuas
Ab 1198 ist auch die Verwendung einer roten Flagge, die den heiligen Georg auf einem Pferd zeigte (vexillum beati Georgii), belegt. Noch 1282 war sie die Standarte des Admirals von Genua. Auch die heutige Gonfalone Genuas zeigt den heiligen Georg auf dem Pferd, wie er den Drachen tötet.